# 我老婆是學生會長！
《我老婆是學生會長！》是日本漫畫家中田由美的日本漫畫作品，是重製《Comic Candor》所連載的成人漫畫《老婆大人是學生會長》，核心構思相同，但人物設定和具體情節不同於原始版本。於2011年10月號至2018年10月號期間連載於一迅社漫畫雜誌《Comic REX》。
2014年12月宣佈製作電視動畫，2015年7月至9月首播。2016年1月宣布決定製作電視動畫第2期《我老婆是學生會長！+！》，2016年10月開播。

## 故事簡介
進入新學校星風高中就讀的和泉隼斗在學校第一屆學生會長選舉時，輸給了在演講時想要推動校內戀愛自由化並得到大家支持的若菜羽衣，之後因為期待若菜羽衣的表現而以副會長身份參加學生會。但在開完第一次會議的當天晚上，羽衣卻跑到隼斗家中，告知隼斗兩人的雙親從以前就幫他們訂下婚約，並要他們住在同個屋簷下。

## 登場人物

### 主要人物
和泉隼斗（配音員：興津和幸／同左）
本作男主角，擔任星風高校學生會副會長的眼鏡男。稱呼羽衣「會長」。
父親和羽衣雙親關係很好，自小便將他們指腹為婚。與羽衣目前同居中。擅長料理，在同居生活期間和羽衣互為掌廚者，经常面对羽衣的身体诱惑，但是以自己的意志力一直没有突破底线。和羽衣互生好感，同時面對著三隅倫的情感。隨劇情進展卸下學生會副會長職位、三隅倫退出情感競爭，在漫画第68话与羽衣首次发生性行为，兩者至此开始如同夫妻一般同床。考上大學後身兼多份兼職，最終69话大结局隼斗和羽衣在畢業典禮前正式进行结婚登记，隼斗登台為羽衣戴上婚禮頭紗並送上婚戒求婚，獲得全校學生和羽衣雙親的祝福。
若菜羽衣（配音員：高森奈津美／竹达彩奈）
本作女主角，學業和體育表現均優秀的美少女。雙親居住在加拿大。稱呼隼斗「和泉君」，後來開始稱他「老公」。
星風高校學生會會長選舉時，宣佈要推動校內戀愛自由化並得到大家支持而當選為學生會會長，戀愛價值觀和三隅倫對立。會製作料理。目前跟隼斗同居中，喜歡隼斗，從小就決定要當隼斗的新娘，在同居生活中经常用自己的身体色诱隼斗，但是由于隼斗的意志力一直没有得逞，直至漫画第68话才正式与隼斗首次发生性关系，兩者开始如同夫妻一般同床，卸下學生會長職位交棒給生駒。最終69话大结局考上大學，隼斗和羽衣在畢業典禮前正式进行结婚登记，羽衣以畢業生代表身分在畢業典禮登台致詞和發送結婚登記書，向台下學生公佈自己和隼斗登記結婚的消息，獲得全校學生和羽衣雙親的祝福。
三隅倫（配音員：駒形友梨／津田美波）
和隼斗、羽衣同一年級的風紀委員長。個性傲嬌。姐姐是學校的保健教師。
反對羽衣提出的「戀愛自由化」，並在校內張貼傳單、阻止男女生牽手。在反對學生會的同時，逐漸對準斗產生戀慕，但因以前的經驗始終無法坦率。故事後期退出和隼斗、羽衣之間的三角關係，在最終69话為隼斗和羽衣獻上祝福，考上和隼斗、羽衣不同的大學，但成為兩者的鄰居。

### 學校
新倉綾音（配音員：堀中優希／藤本葵）
學生會書記。個性我行我素，常常戴著貓耳、兔耳及身穿長度很短的迷你裙。
藤咲可憐（配音員：下田麻美／杉山由惠）
學生會會計。綁著雙馬尾的女學生。表面冷酷，但對羽衣抱有戀愛幻想。大結局接受落榜的栗原追求，簽下結婚登記書，但故意將標題改為奴隸契約書。
猿渡真都（配音員：長妻樹里／同左）
風紀委員。常與倫共同行動。個子矮小，容易受到驚嚇，甚至試過被嚇尿。
三隅慧（配音員：無／白石涼子）
倫的姐姐，學校的保健教師。知道羽衣跟隼斗同居的事，及很色情。
西條穗香（配音員：無／德井青空）
攝影部部長，僕娘。经常拍一些特别的照片用来出售以获得社团资金。

### 其他
若菜美里（配音員：无／金田朋子）
羽衣的母親，有著年幼的外表，常被人認為是羽衣的妹妹。
若菜亮二（配音員：無／小林優）
羽衣的父親，有著年幼的外表，強勢的個性。
和泉響香
隼斗的母親，已過世，多是從羽衣的母親若菜美里口中提及她的事。

## 出版書籍
於一迅社漫畫雜誌《Comic REX》2011年10月號起連載，單行本全13卷。單行本第三卷至第五卷附贈廣播劇CD；第6卷至7卷附贈小冊子；第九卷附贈OAD。台灣及香港中文版由東立出版社出版。2016年10月授權布卡漫畫發行簡體中文電子版。
| 集數 | 一迅社         | 一迅社                                                  | 東立出版社    | 東立出版社             |
| 集數 | 發售日期       | ISBN                                                    | 發售日期      | ISBN                   |
| ---- | -------------- | ------------------------------------------------------- | ------------- | ---------------------- |
| 1    | 2012年1月20日  | ISBN 978-4-7580-6293-0                                  | 2014年5月12日 | ISBN 978-986-337-328-5 |
| 2    | 2012年7月27日  | ISBN 978-4-7580-6322-7                                  | 2015年5月29日 | ISBN 978-986-337-329-2 |
| 3    | 2013年6月27日  | ISBN 978-4-7580-6354-8 ISBN 978-4-7580-6370-8（限定版） | 2016年5月3日  | ISBN 978-986-337-330-8 |
| 4    | 2013年7月27日  | ISBN 978-4-7580-6392-0 ISBN 978-4-7580-6393-7（限定版） | 2017年3月24日 | ISBN 978-986-337-331-5 |
| 5    | 2014年6月27日  | ISBN 978-4-7580-6435-4 ISBN 978-4-7580-6436-1（特裝版） | 2018年7月5日  | ISBN 978-986-365-504-6 |
| 6    | 2014年7月26日  | ISBN 978-4-7580-6456-9 ISBN 978-4-7580-6457-6（特裝版） |               |                        |
| 7    | 2015年4月27日  | ISBN 978-4-7580-6503-0 ISBN 978-4-7580-6504-7（特裝版） |               |                        |
| 8    | 2015年7月27日  | ISBN 978-4-7580-6522-1 ISBN 978-4-7580-6523-8（特裝版） |               |                        |
| 9    | 2016年1月27日  | ISBN 978-4-7580-6557-3 ISBN 978-4-7580-6558-0（特裝版） |               |                        |
| 10   | 2016年8月3日   | ISBN 978-4-7580-6602-0 ISBN 978-4-7580-6603-7（特裝版） |               |                        |
| 11   | 2017年4月27日  | ISBN 978-4-7580-6654-9 ISBN 978-4-7580-6655-6（特裝版） |               |                        |
| 12   | 2018年2月27日  | ISBN 978-4-7580-6718-8 （特裝版）                       |               |                        |
| 13   | 2018年11月27日 | ISBN 978-4-7580-6770-6 ISBN 978-4-7580-6771-3（特裝版） |               |                        |

## 電視動畫

### 製作人員
- 原作：《我老婆是學生會長！》（原作者：中田由美、一迅社《月刊ComicREX》連載中）
- 監督、角色設計：古川博之
- 音響監督：大室正勝
- 音樂：羽鳥風畫
- 動畫製作：Seven
- 音響製作：DAX Production
- 製片：Dream Creation
- 製作：星風高校風紀委員會

### 主題曲
第1期
片頭曲
作詞、主唱：片霧烈火，作曲、編曲：羽鳥風畫
片尾曲
（第1－6、12話）
作詞：森永桐子，作曲、編曲：羽鳥風畫，主唱：若菜羽衣（竹達彩奈）
（第7－11話）
作詞：森永桐子，作曲、編曲：羽鳥風畫，主唱：三隅倫（津田美波）
第2期
片頭曲
作詞、主唱：片霧烈火，作曲、編曲：羽鳥風畫
片尾曲
（第1－4話）
作詞、作曲、編曲：羽鳥風畫，主唱：西條穗香（德井青空）
（第5－8話）
作詞、作曲、編曲：羽鳥風畫，主唱：三隅倫（津田美波）
（第9－12話）
作詞：森永桐子，作曲、編曲：羽鳥風畫，主唱：若菜羽衣（竹達彩奈）

### 各話列表
| 話數   | 日文標題 | 中文標題                       | 分鏡              | 演出                | 作畫監督                          |
| 第1期  | 第1期    | 第1期                          | 第1期             | 第1期               | 第1期                             |
| ------ | -------- | ------------------------------ | ----------------- | ------------------- | --------------------------------- |
| 第1話  |          | 學生會長的婆家                 | 小川優樹          | 小川優樹            | 古川博之                          |
| 第2話  |          | 和學生會長在家吃飯             | 西野武志          | 西野武志            | 佐佐木一浩 西尾良寬               |
| 第3話  |          | 和學生會長實驗牽手             | 北村淳一          | 北村淳一            | 西川貴史                          |
| 第4話  |          | 在學生會長不在的地方躲雨       | 伊魔崎齋          | 伊魔崎齋            | 清水陽一                          |
| 第5話  |          | 和學生會長來個和好的那個       | 伊魔崎齋          | 伊魔崎齋            | 佐佐木一浩 長尾浩生               |
| 第6話  |          | 學生會長和親人                 | 北村淳一          | 北村淳一            | 山本周平 伊藤陽祐                 |
| 第7話  |          | 鬼鬼祟祟的學生會長             | 西野武志          | 西野武志            | 大庭小枝                          |
| 第8話  |          | 副會長與保健室的惡魔2匹        | 北村淳一          | 北村淳一            | 大川美穗子                        |
| 第9話  |          | 學生會長、賄賂與暴露           | 荒木英樹          | 荒木英樹            | 荒木英樹                          |
| 第10話 |          | 猿渡的夏日演說                 | 小川優樹          | 古川博之            | 古川博之                          |
| 第11話 |          | 學生會長的16歲生日             | 北村淳一          | 北村淳一            | 長尾浩生                          |
| 第12話 |          | 會長的親人                     | 小川優樹          | 西武DH              | 伊藤陽祐 西尾良寬 宮曉秀 馬場隆一 |
| OVA    |          | 和學生會長在浴室玩耍           | 荒木英樹 西野武志 | 西野武志            | 長尾浩生                          |
| 第2期  |          |                                |                   |                     |                                   |
| 第1話  |          | 被學生會長玩弄                 | 小川優樹          | 竹內崇              | 長尾浩生                          |
| 第2話  |          | 風紀委員長與晚夏的祭典         | 西野武志          | 西野武志            | 長尾浩生                          |
| 第3話  |          | 學生會長與攝影社社長           | 宮原秀二          | 宮原秀二            | 長尾浩生                          |
| 第4話  |          | 風紀委員長的覺醒（偽）         | 北村淳一          | 北村淳一            | 長尾浩生                          |
| 第5話  |          | 副會長的長夜                   | 荒木英樹          | 荒木英樹            | 荒木英樹                          |
| 第6話  |          | 和新倉同學危險的一天           | 佐佐木勅嘉        | 板庇迪              | 古川博之                          |
| 第7話  |          | 會長與風紀委員長互不退讓的戰爭 | 西野武志          | 西野武志 佐佐木勅嘉 | 長尾浩生 菊地淳亮                 |
| 第8話  |          | 學生會長的努力與冬天的誘惑     | 馬場龍一          | 馬場龍一            | 長尾浩生                          |
| 第9話  |          | 攝影社社長的秘密欲望           | 小川優樹          | 西島圭祐            | 伊藤陽祐                          |
| 第10話 |          | 學生會長與風紀委員長的懊惱     | 北村淳一          | 西島圭祐            | 菊地淳亮                          |
| 第11話 |          | 副會長與會計前進的一小步       | 相浦和也          | 相浦和也            | 伊藤陽祐 馬場龍一                 |
| 第12話 |          | 學生會長（+α）與聖夜           | 小川優樹          | 板庇迪              | 長尾浩生                          |

### BD&DVD
| 卷數  | 發售日期       | 收錄話數       | 規格編號  | 規格編號  |       |
| 卷數  | 發售日期       | 收錄話數       | BD        | DVD       |       |
| 第1期 | 第1期          | 第1期          | 第1期     | 第1期     | 第1期 |
| ----- | -------------- | -------------- | --------- | --------- | ----- |
| 上    | 2015年8月21日  | 第1話 - 第6話  | DCBD-0012 | DCDV-0010 |       |
| 下    | 2015年9月25日  | 第7話 - 第12話 | DCBD-0014 | DCDV-0012 |       |
| 第2期 |                |                |           |           |       |
| 上    | 2016年12月23日 | 第1話 - 第6話  | DCBD-0018 | DCDV-0016 |       |
| 下    | 2017年1月20日  | 第7話 - 第12話 | DCBD-0019 | DCDV-0017 |       |

## 外部連結
- 漫畫官方網站 （页面存档备份，存于） （日語）
- 電視動畫官方網站 （页面存档备份，存于） （日語）